# Gabinet Werner-Schaus I
El Gabinet Werner-Schaus I va formar el govern de Luxemburg del 2 de març de 1959 al 15 de juliol de 1964. Va ser una coalició entre el Partit Popular Social Cristià (CSV), i el Partit Democràtic (DP). Es va formar després de les eleccions legislatives luxemburgueses de 1959.

## Composició
| Nom   | Nom              | Partit | Càrrec                                                                          |
| ----- | ---------------- | ------ | ------------------------------------------------------------------------------- |
|       | Pierre Werner    | CSV    | Primer Ministre Ministre de Finances                                            |
|       | Eugène Schaus    | DP     | Viceprimer ministre de Luxemburg Ministre d'Afers Exteriors Ministre de Defensa |
|       | Émile Colling    | CSV    | Ministre de Treball i Seguretat Social Ministre de Salut Pública                |
|       | Robert Schaffner | DP     | Ministre d'Obres Públiques Ministre d'Educació Física                           |
|       | Émile Schaus     | CSV    | Ministre d'Agricultura Ministre d'Educació Nacional, Població i Família         |
|       | Paul Elvinger    | DP     | Ministre d'Economia i la Classe mitja                                           |
|       | Pierre Grégoire  | CSV    | Ministre de l'Interior Ministre de Transports                                   |
|       | Henry Cravatte   | LSAP   | Secretari d'Estat d'Afers Econòmics                                             |
| Font: |                  |        |                                                                                 |